# Miodrag B. Protić
Miodrag B. Protić (en serbe cyrillique : Миодраг Б. Протић ; né le 15 mai 1922 à Vrnjačka Banja et décédé le 20 décembre 2014 ) est un peintre, critique d'art et historien de l'art serbe.